# Harvey Ball
Harvey Ball est un militaire et graphiste américain, né le 10 juillet 1921 à Worcester (Massachusetts) et mort dans la même ville le 12 avril 2001.
Il est l'inventeur du smiley graphique, ce rond jaune symbolisant un visage souriant devenu un symbole international notable.

## Biographie

### Jeunesse et études
Alors qu'il est élève dans un lycée de Worcester, Harvey Ball est engagé comme apprenti d'un peintre local, puis il rejoint une école d'art, la « Worcester Art Museum School », où il étudie les arts appliqués.
Il s'engage par la suite dans l'armée américaine. Pendant la bataille d'Okinawa, il est récompensé pour son héroïsme par la Bronze Star. Il poursuit son engagement dans la Garde nationale des États-Unis, qu'il ne quittera qu'en 1973 avec le grade de colonel.

### Création du smiley

Un smiley.

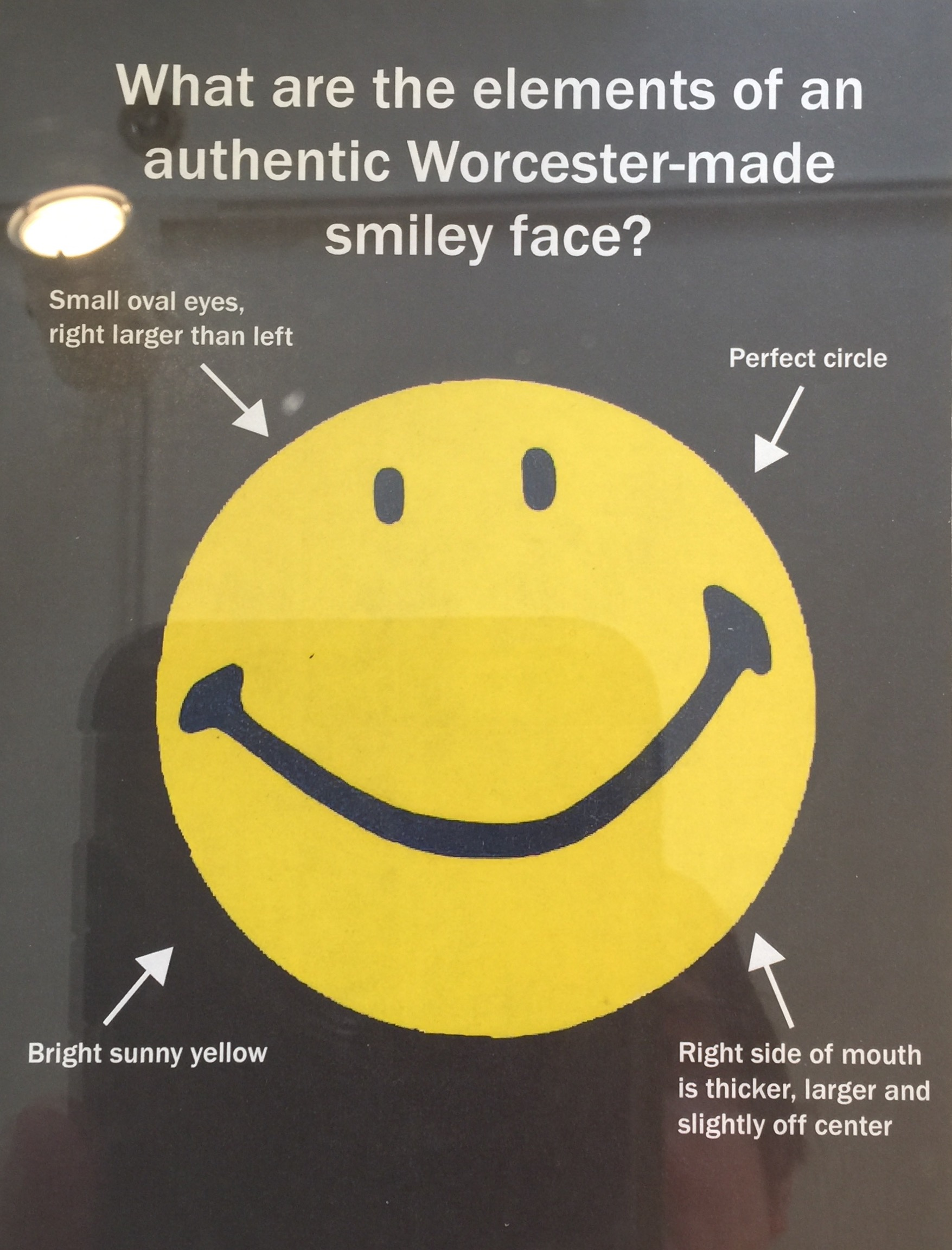
Comment distinguer un authentique smiley fait par Harvey Ball.

Représentation agrandie du timbre de 33 cents (de dollar) de la poste américaine sur le thème des smileys. Harvey Ball est situé à gauche dans l'image.

Après la Seconde Guerre mondiale, Harvey Ball travaille dans une entreprise publicitaire avant de monter sa propre société en 1959, la « Harvey Ball Advertising ».
Il crée le symbole du smiley en 1963 pour une compagnie d'assurances, la « State Mutual Life Assurance of Worcester » (par la suite la Hanover Insurance), qui lui avait demandé quelque chose qui pourrait redonner le moral à ses employés.
La compagnie imprime le symbole sur des badges, cartes de visites et posters qui sont distribués aux employés et aux clients de l'entreprise. Ball n'aurait perçu que 45 dollars pour cette création, et n'en aurait tiré aucun bénéfice financier lorsque ce logo se diffusa massivement sur divers supports, omettant même d'en déposer le copyright.
C'est en effet un journaliste français, Franklin Loufrani, qui dépose en 1972 le visuel à l'INPI (Institut national de la propriété industrielle) et l'utilise dans la presse. Il crée en Grande-Bretagne une société baptisée « Smiley World » et dépose l'effigie dans une centaine de pays, faisant ainsi fortune. La franchise a été ensuite gérée par son fils, Nicolas Loufrani.
Malgré les sommes colossales générées par sa création qu'il n'a pas pu toucher, Harvey Ball affirma ne pas éprouver d'amertume : « Je ne peux manger qu'un steak à la fois et ne peux conduire qu'une voiture à la fois »[source insuffisante].
Ball fonde en 1999 « The World Smile Corporation » qui licencie la marque des smileys et organise le World Smile Day (« jour mondial du sourire ») chaque premier vendredi d'octobre, qui promeut les actes délibérés de gentillesse (« donner le sourire à son prochain »). Cette journée est l'occasion d'une levée des fonds pour la Harvey Ball World Smile Foundation, une association caritative créée par la ville de Worcester au profit de l'enfance, selon les vœux de Ball. 
Harvey Ball meurt le 12 avril 2001, à l'âge de soixante-dix-neuf ans, à la suite d'une insuffisance hépatocellulaire.

## Caractéristiques distinctives du smiley d'Harvey Ball
Un smiley authentique d'Harvey Ball peut toujours être identifié par les trois caractéristiques distinctives suivantes : des yeux ovales étroits (le droit plus grand que le gauche), une couleur jaune ensoleillée et lumineuse, et enfin une bouche légèrement hors centre, attribuée par un journaliste du Smithsonian Magazine comme étant similaire à un « sourire de La Joconde ».

## Hommages
Un timbre de 33 cents américains a été créé en 1999 en l'honneur du statut « culte » des smileys de Ball.